# 無菌病室
無菌病室（むきんびょうしつ）とは、血液疾患などの治療に用いる病室である。

## 概要
徹底した空気清浄を行い陽圧化（又は無菌室内に感染病患者が存在する場合には内部の汚染空気を封入する事を目的とした陰圧の無菌室）したクリーンルームである。清浄度は国際標準化機構（ISO）等を代表する規格により規格化されている。
出入りする病院関係者も、徹底した殺菌工程を経て内部に出入りすることとなる。
長期間の入院に備えて浴室、トイレ、洗面台などのほか、面会用のテレビ電話装置を備えた病室や無菌室をプレハブユニット化した物や、簡易ビニールカーテンによってゾーンを隔離したユニットも存在する。

## 用途
- 外因性感染対策、造血幹細胞移植治療、再生医療治療、防疫対策(国際空港・都市基幹病院等）、救急治療、移動用救急治療 他